# Фолькман, Хельмут
Хельмут Фолькман (нем. Hellmuth Volkmann, 28 февраля 1889 — 21 августа 1940) — немецкий генерал авиации, командир легиона «Кондор».

## Начало карьеры
В марте 1907 года поступил на военную службу в чине фенриха (кандидат в офицеры) в 14-й саперный батальон. С августа 1908 года — лейтенант. В 1910-12 годах обучался в военно-технической академии. Затем командир взвода в 14-м саперном батальоне, в 1914 году обучался в лётном училище, направлен в 4-й авиаотряд.

## Первая мировая война
С началом войны — пилот-наблюдатель. В октябре 1914 года награждён Железным крестом 2-й степени. С февраля 1915 года — обер-лейтенант. В июле 1916 года награждён Железным крестом 1-й степени.
С августа 1916 года — лётчик-истребитель, в ноябре-декабре 1916 года — командир 10-й истребительной эскадрильи. В 1917 году — начальник лётного училища. С ноября 1917 года — капитан. В 1918 году — начальник авиаслужбы армии «А».
Помимо Железных крестов, награждён ещё двумя орденами и получил знак за ранение.

## Между мировыми войнами
Продолжил службу в рейхсвере, с 1919 года — командир сапёрной, затем пехотной роты. В 1925-29 годах — в отделе вооружений военного министерства. С октября 1929 года — майор. С апреля 1933 года — начальник департамента военного министерства, с сентября 1934 года — в люфтваффе (полковник). В 1936-37 годах — начальник управления люфтваффе в военном министерстве. С октября 1936 года — генерал-майор.

## Война в Испании
С 1 ноября 1937 по 31 октября 1938 года — командующий легионом «Кондор» (официальное название — 88-е оперативное соединение). С апреля 1938 года — генерал-лейтенант.
За войну в Испании награждён немецким орденом Испанский крест с золотыми мечами и бриллиантами (высшая степень, один из 28 награждённых), а также двумя медалями Испании.

## Вторая мировая война
По возвращении из командировки в Испанию, с ноября 1938 по март 1939 года — начальник штаба люфтваффе. Затем назначен начальником военно-воздушной академии. С января 1939 года — в звании генерал авиации.
Оставаясь в должности начальника академии, 13 сентября 1939 года назначен командиром формируемой 94-й пехотной дивизии (предназначалась для Польской кампании, но не успела принять в ней участия).
22 апреля 1940 года Фолькман переведён в сухопутные войска (освобождён от должности начальника академии), переаттестован в звании в генерала пехоты. Во время Французской кампании 94-я дивизия была на Западном фронте в резерве командования сухопутных сил.
4 августа 1940 года попал в автомобильную катастрофу, умер в госпитале 21 августа 1940 года.